# Sterling North
Thomas Sterling North (4 de noviembre de 1906 – 22 de diciembre de 1974) escritor norteamericano, autor de libros tanto de niños como de adultos, especialmente conocido por su libro Rascal, recuerdo de una mejor era, libro que narra las aventuras de un mapache. North, que profesionalmente se conoció como Sterling North nació en la segunda planta de una granja situada a las orillas del lago Koshkonong, a unas pocas millas de Edgerton, Wisconsin en 1906 y murió en Morristown, Nueva Jersey en 1974. Sobrevivió a una parálisis provocada por el polio en su adolescencia; pasó su juventud en el pueblo de Edgerton en Wisconsin, que North rebautizó en "Brailsford Junction" en muchas de sus novelas.

## Juventud
Los abuelos maternos de Sterling North fueron James Hervey Nelson y Sarah Orelup Nelson, que fueron pioneros de Wisconsin. Nacidos en Putnam County, Nueva York, James se mudó primero cerca de Rochester, Nueva York, después a Menomonee, en Waukesha County, Wisconsin (cerca de Milwaukee, Wisconsin), montando una granja cerca de lo que hoy es South Wayne, en el suroeste de Wisconsin. Su hija fue Sarah Elizabeth "Elizabeth" Nelson, que fue la madre de Sterling North; ella murió cuando Sterling tenía 7 años. Ella se había casado con David Willard North, también miembro de una familia de pioneros.
Sterling North tenía dos hermanas, Jessica Nelson North que fue poetisa y editora y Theo, y un hermano Hercshel que sobrevivió a la Primera Guerra Mundial. Cuando Sterling North tenía once años en 1917, que hubiera sido el centenario de su abuelo materno, varios de sus tíos escribieron biografías sobre sus padres y los pioneros de la granja. Uno de estos fue el famoso Justus Henry Nelson, uno de los primeros misioneros de Amazon Basin. Este esfuerzo literario sirvió a North de inspiración en su obra Rascal y alguna de sus primeras obras.

## Carrera como escritor
Después de asistir a la Universidad de Chicago que abandonó sin graduarse en 1929, luego trabajó como reportero y ocasionalmente como editor para el Chicago Daily News, el New York World-Telegram y el New York Sun antes de dedicarse exclusivamente a escribir uno de sus primeros libros, The Pedro Gorino, publicado en 1929, que era una narración de la vida de Harry Dean, un afroamericano marino. En 1934 North publicó 
, Plowing on Sunday,.
El libro Midnight and Jeremiah fue adaptado a una película Disney, So Dear to My Heart en 1949. (La película ganó un Oscar de la academia además de ser nominada a mejor canción con "Lavender Blue", cantada por Burl Ives). Además North escribió Abe Lincoln: Log Cabin to White House, The Wolfling: A Documentary Novel of the Eighteen-Seventies, Racoons are the Brightest People, Hurry Spring, y muchos otros libros.
En 1957 llegó a ser editor general de Houghton Mifflin s. Esta empresa publicó biografías de héroes americanos para jóvenes lectores, aunque sin firma. La esposa de North, Gladys Buchanan North, también contribuyó en el proceso de estas ediciones.

## Rascal
North publicó su trabajo más famoso, Rascal , en 1963. El libro es un recuerdo de un año de su niñez, cuando él consiguió una cría de mapache cuyo nombre era Rascal. Recibió el premio Dutton en 1963, un premio Newbery Honor en 1964, un premio Sequoyah Book en 1966, y un premio de jóvenes lectores también en 1966. La obra fue adaptada para una película de Walt Disney Pictures titulada Rascal, y también en una serie de anime de 1977 llamada Rascal, el mapache.
Subtitulada como Memoria de una mejor era, el libro de North es un poema en prosa a los miedos de la adolescencia. Rascal es una crónica de los amores de juventud de Sterling, sus problemas de relación con su padre, el soñador David Willard North, y el duro golpe que representó la muerte de su madre, Elizabeth Nelson North. El chico se reencuentra con su sociedad a través de la improbable intervención de su mascota, el mapache. En Cuba esta obra fue publicada como "Pillastre, mi pequeño mapache" en los años 80 del siglo XX. 
La hermana del autor, la historiadora Jessica Nelson North, no vio con buenos ojos cómo su hermano había tratado a la familia en la novela.[cita requerida]

## Museo
En los años 90 la casa de la infancia de North en Edgerton, Wisconsin fue restaurada a como era en 1917 por la Sterling North Society y se transformó en un museo. Una insignia de bronce delante de la casa reconoce la importancia histórica de North en la comunidad del suroeste de Wisconsin.